# Победнице европских првенстава у атлетици у дворани
Победници европских првенстава у атлетици у дворани за жене су приказани у 13 дисциплина које су тренутно на програму Европских првенстава у атлетици у дворани као и у 2 атлетске дисциплине које су се појавиле на неким од ранијих првенстава, али које више нису у програму.